# Dichaetomyia bibax
Dichaetomyia bibax är en tvåvingeart som först beskrevs av Christian Rudolph Wilhelm Wiedemann 1830.  Dichaetomyia bibax ingår i släktet Dichaetomyia och familjen husflugor. Inga underarter finns listade i Catalogue of Life.